# Kości palców

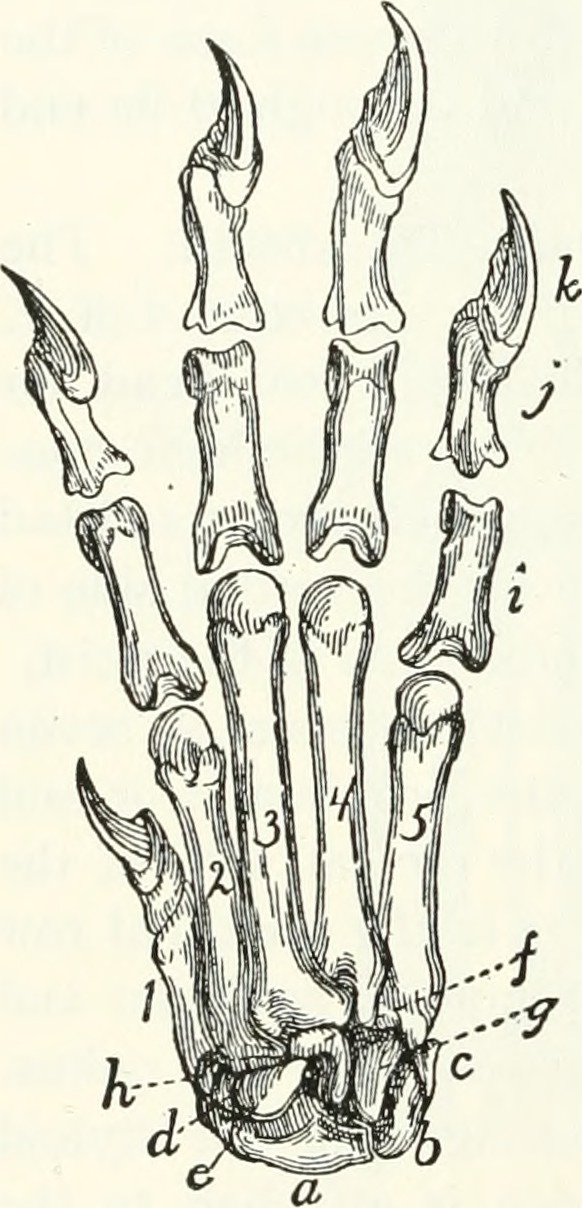
Kości stopy kota domowego. Kości palców oznaczone literami: i – człon bliższy, j – człon środkowy, k – człon dalszy (kość pazurowa)

Kości dłoni ludzkiej, paliczki oznaczone kolorem czerwonym, niebieskim i zielonym

Kości palców, paliczki, człony palców (łac. ossa digitorum, phalanges digitorum) – kości należące do dystalnych części kończyn kręgowców lądowych, tworzące palce stóp i palce rąk. Ich liczba jest zmienna gatunkowo, określana za pomocą formuły palcowej, podającej liczby członów w kolejnych palcach. Formuła palcowa u ssaków wynosi 2-3-3-3-3, u pozostałych owodniowców 2-3-4-5-4, u płazów ogoniastych 2-2-3-2-0 w kończynie przedniej (czteropalczastej) i 2-2-3-3-2 w kończynie tylnej, u płazów bezogonowych 2-2-3-3-0 w czteropalczastej kończynie przedniej i 2-2-3-4-3 w kończynie tylnej. W wyniku zmian przystosowawczych w budowie kończyn, u wielu niższych taksonów liczba członów palców jest jednak odmienna od podstawowej formuły palcowej, często mniejsza w wyniku redukcji palców, albo pozornie większa, gdy zwapniałe chrząstki stawowe imitują dodatkowe człony.
W trójczłonowych palcach ssaków wyróżnia się, kolejno od położonego najbliżej śródręcza lub stępu:
- człon palcowy bliższy, paliczek bliższy (phalanx proximalis), u kopytnych kość pęcinowa (os compedale),
- człon palcowy środkowy, paliczek środkowy (phalanx media), u kopytnych kość koronowa (os coronale),
- człon palcowy dalszy, paliczek dalszy (phalanx distalis), u drapieżnych kość pazurowa (os unguiculare), u kopytnych kość kopytowa lub kość racicowa (os ungulare)[5][3].

## Kości palców człowieka
U człowieka formuła palcowa wynosi 2-3-3-3-3 zarówno w kończynie górnej, jak i kończynie dolnej, co oznacza, że w budowie palucha i kciuka występują po dwa paliczki, a pozostałe palce mają ich po trzy, przy czym w V palcu stopy paliczek środkowy i dalszy często się zrastają, tworząc formułę 2-3-3-3-2.
W budowie paliczka wyróżnia się koniec bliższy, inaczej podstawę (basis), trzon i koniec dalszy, inaczej głowę (caput). Paliczek dalszy (dystalny) na swym końcu dalszym ma guzowatość paliczka dalszego (tuberositas phalangis distalis), będącą podłożem dla opuszki palców.